# 李国玲
李国玲（1956年—），安徽青阳人，汉族，中华人民共和国政治人物、第十一届全国人民代表大会安徽地区代表。
毕业于中央党校函授学院经济管理专业。加入农工党。担任合肥市人大常委会副秘书长。2008年起担任全国人大代表。